# Fuente de las Náyades

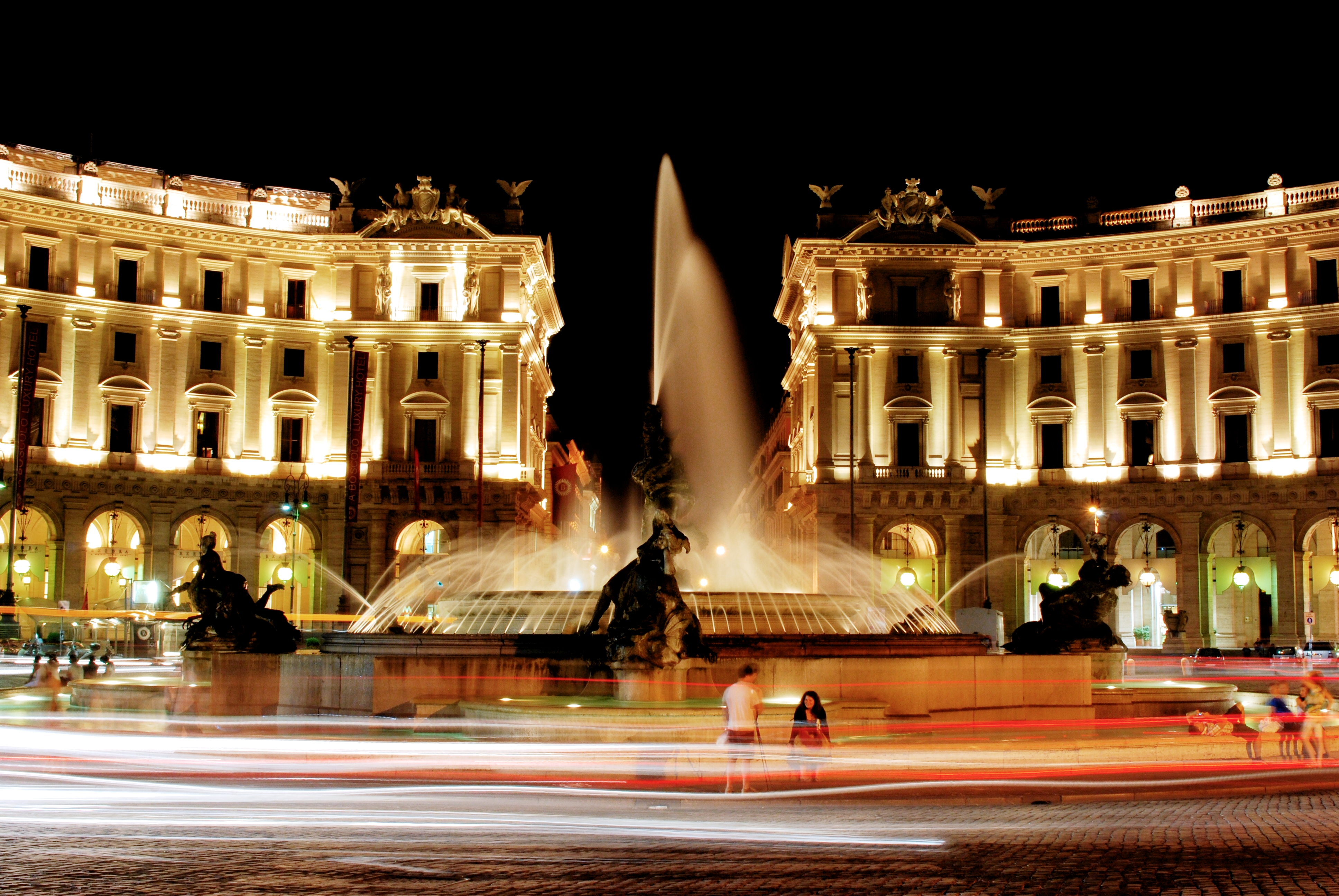
Imagen nocturna de la fuente.

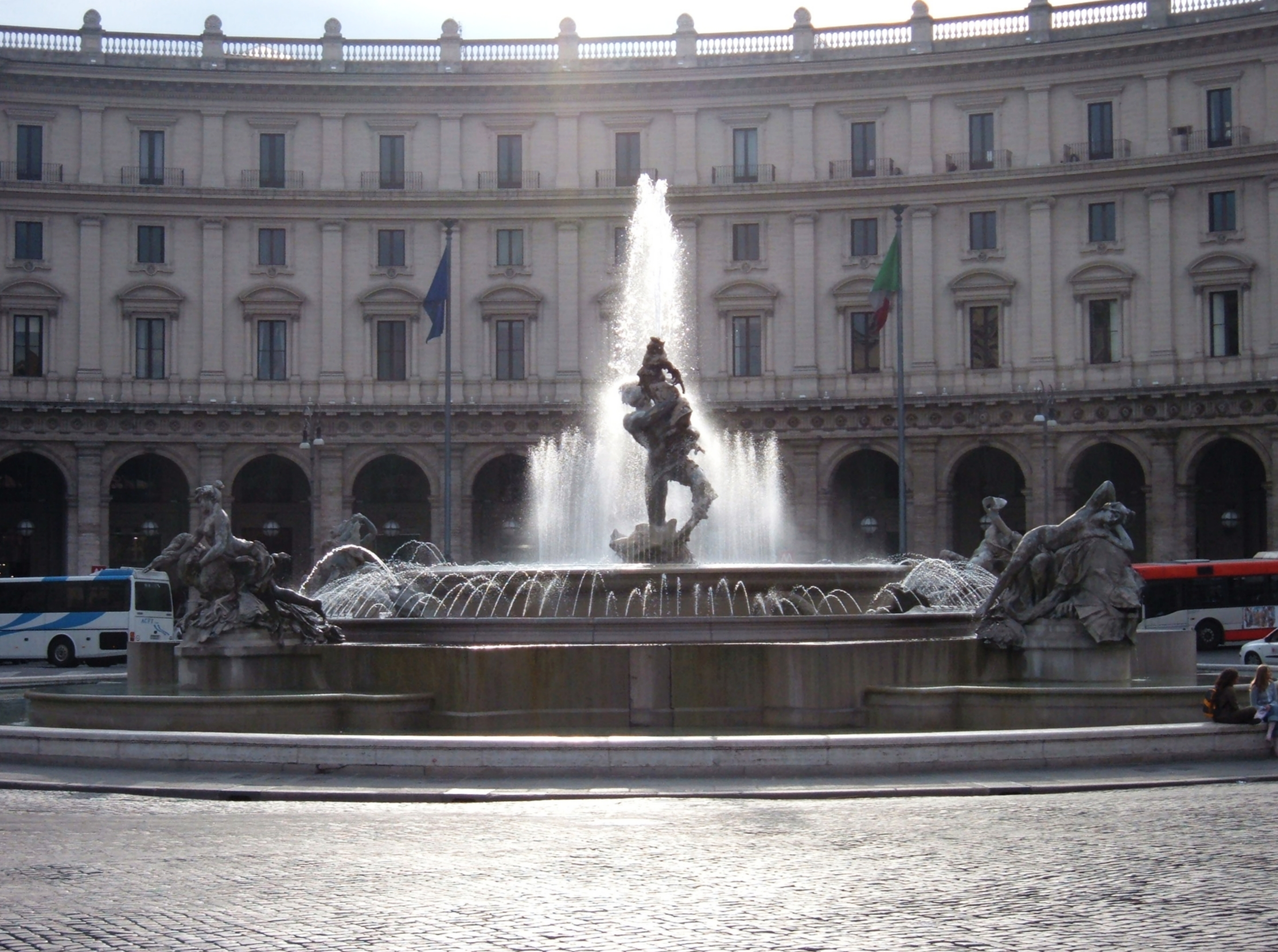
La Fuente de las Náyades.

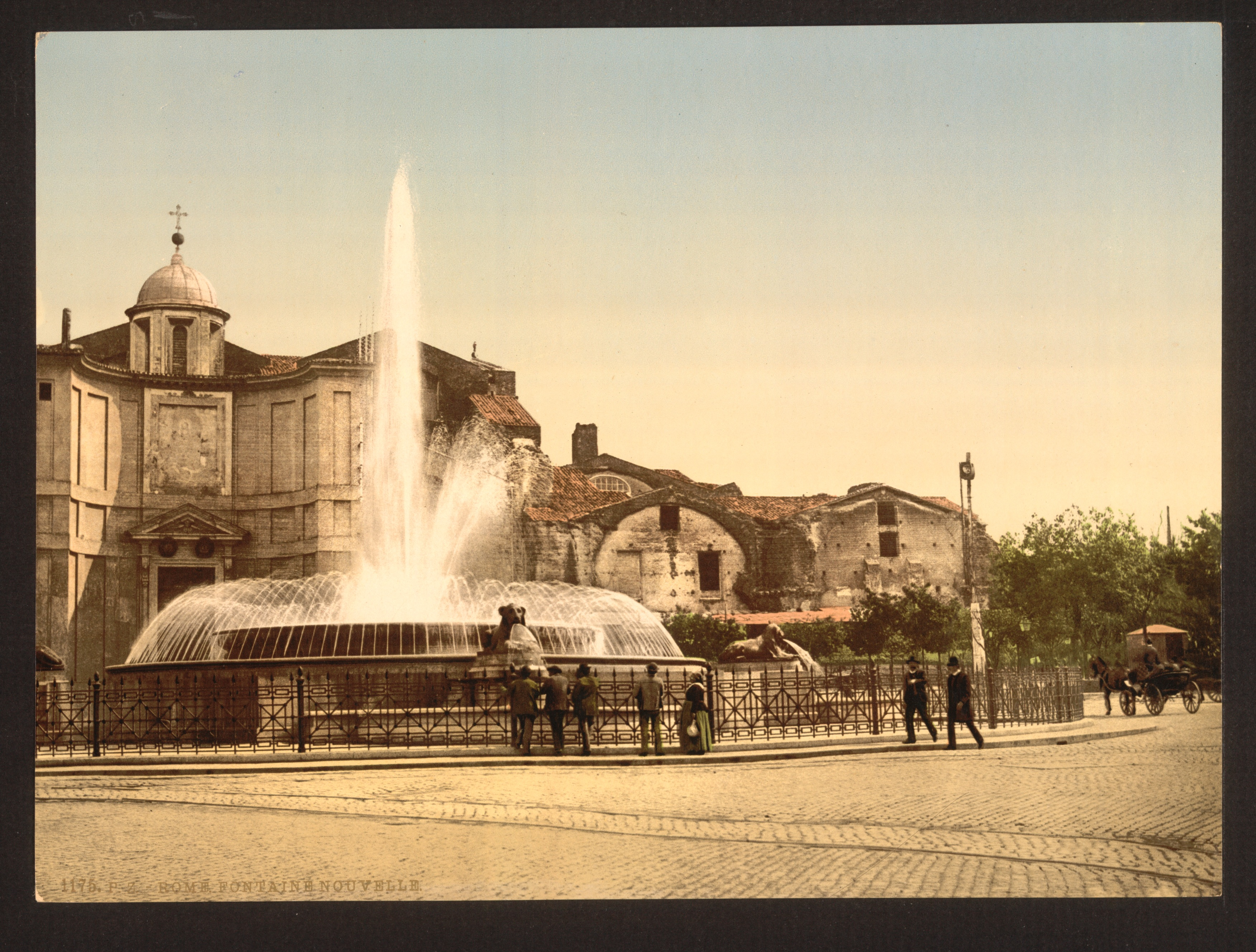
La fuente entre 1890 y 1900.

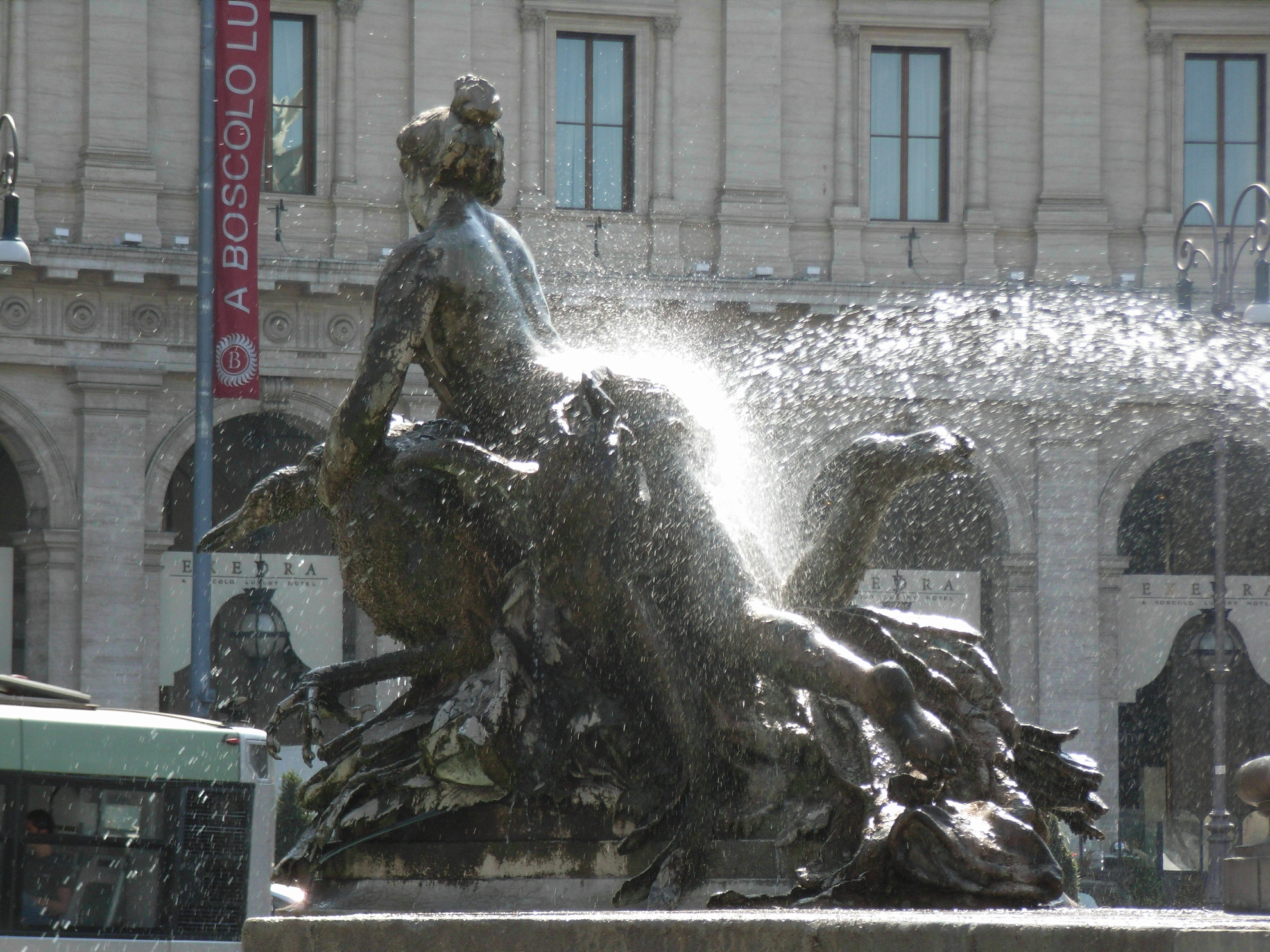
Detalle de la fuente.

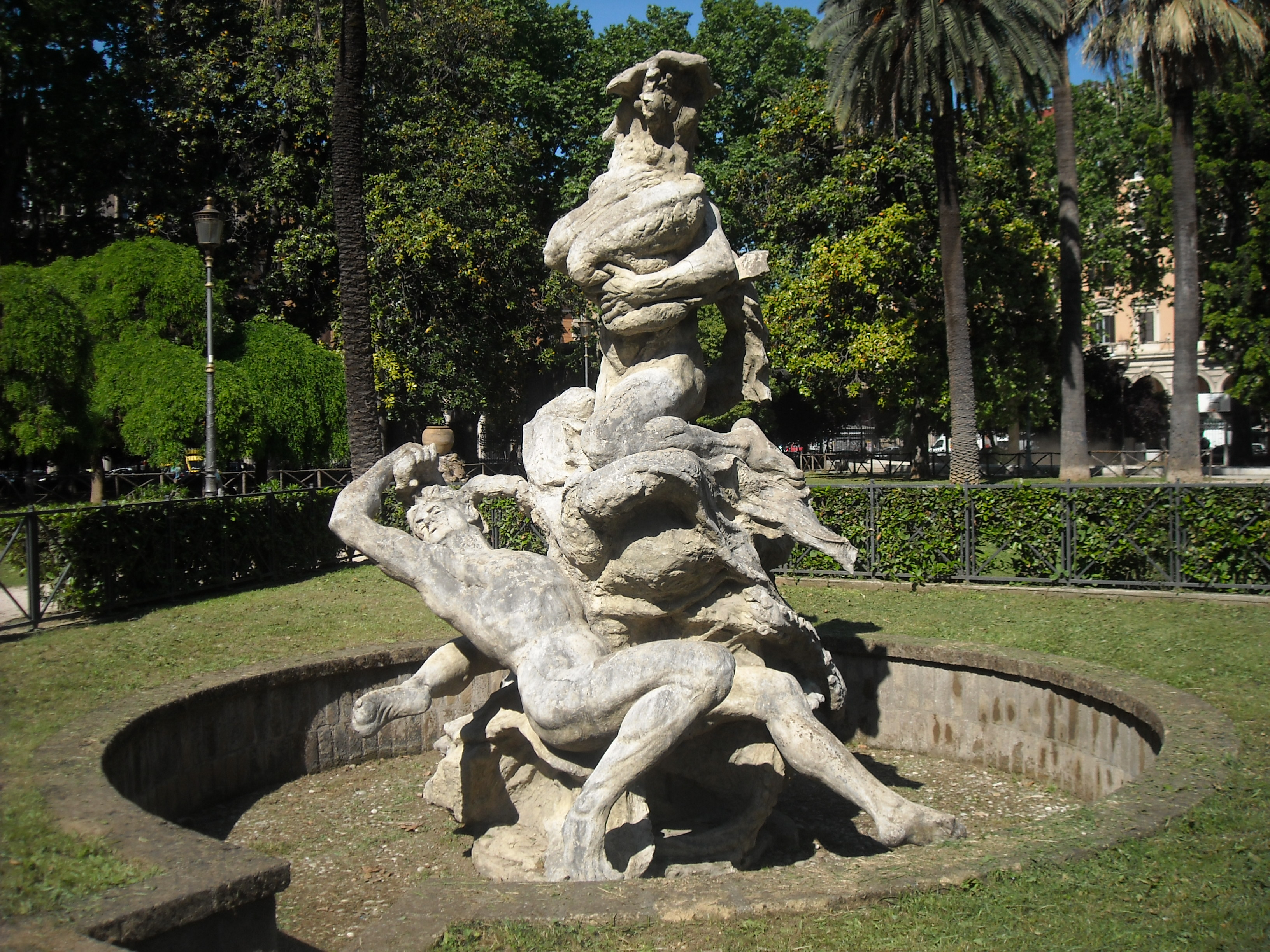
El grupo llamado fritto misto, actualmente en los jardines de la Piazza Vittorio Emanuele II.

La Fuente de las Náyades (en italiano: Fontana delle Naiadi) es una fuente situada en el centro de la Piazza della Repubblica de Roma.

## Historia
En el último decenio de su pontificado, el papa Pío IX ordenó y financió la reconstrucción del antiguo acueducto del Aqua Marcia, gravemente dañado por los godos en el siglo VI y abandonado desde entonces. La gestión del nuevo acueducto se confió, en 1868, a la empresa Acqua Pia Antica Marcia SpA (cuyo logo se puede apreciar todavía en algunas fuentes y pozos), que sería durante mucho tiempo una de las principales suministradoras de agua de la ciudad.
La obra debía terminar en una gran mostra (como ya habían hecho otros pontífices con los acueductos restaurados durante su papado), que fue realizada en una posición unos ochenta metros más cerca de la Estación Termini respecto a la posición en la que se sitúa actualmente la fuente, aproximadamente donde se encuentra actualmente el Obelisco de Dogali, en la Via Luigi Einaudi. Se trataba de una simple piscina circular amplia, en cuyo borde tenía una composición de rocas de las cuales partía un gran número de chorros de agua dirigidos hacia el centro. Completaban la composición cinco chorros verticales de agua, de los cuales el central era mucho más alto que los demás. El papa la inauguró el 10 de septiembre de 1870, diez días antes de la brecha de Porta Pia y del final de su reino temporal.
Algunos años más tarde, en 1888, aprovechándose de una remodelación urbanística de la zona que obligó al Ayuntamiento a trasladar la fuente algunos metros, se dio la ocasión para reconstruirla ex novo, cambiando completamente su aspecto. El proyecto del arquitecto Alessandro Guerrieri contemplaba tres copas circulares concéntricas a distinta altura colocadas sobre una base octogonal con lados rectos y cóncavos alternativamente; en los lados rectos se abrían cuatro estanques semicirculares y todo el conjunto estaba inmerso en una amplia piscina poco profunda. El primer intento de decorar el conjunto (con ocasión de la visita a Roma del emperador Guillermo II de Alemania) con cuatro leones de yeso en los cuatro estanques semicirculares de los lados rectos del octógono no tuvo éxito, y el proyecto fue abandonado.
El proyecto posterior, obra del escultor palermitano Mario Rutelli, terminado e inaugurado en 1901, consistía en cuatro figuras femeninas desnudas de bronce (colocadas en lugar de los leones en los estanques que sobresalen) que representan a las náyades: la Ninfa de los Lagos, reconocible por el cisne que sostiene, la Ninfa de los Ríos, acostada sobre un monstruo acuático, la Ninfa de las Aguas Subterráneas, acostada encima de un dragón, y la Ninfa de los Océanos, montando un caballo símbolo del mar. Bañaba las estatuas un gran chorro proveniente de la primera cuenca interna, mientras que la cuenca central mantenía el proyecto de la fuente original, con una numerosa serie de chorros dirigidos hacia el interior, además de los cinco centrales. Todo el conjunto estaba rodeado por una barandilla.
La posición particularmente sensual y lasciva de las estatuas, y el brillo de los cuerpos procaces bañados por el agua, resultó ser un espectáculo inmoral e indecente para el ala conservador de credo papal de la ciudad, y de quien se hacía portavoz L'Osservatore Romano, el periódico del Vaticano. A pesar de que inicialmente se colocara una valla de madera para impedir la visión del monumento (en espera de que el Ayuntamiento tomara una posición sobre las protestas), el ir y venir de jóvenes que se agolpaban en torno a la barandilla para admirar las estatuas entre las tablas no hacía más que agudizar el sentido de escándalo que suscitaba la fuente. Las polémicas crecieron, en nombre del pudor y del respeto, y se mantuvieron durante un tiempo, pero el Ayuntamiento abrazó las tesis progresistas y, además de no retirar las náyades, como habría querido la corriente más puritana, el 10 de febrero de 1901 dejó que los romanos, después de una casi sublevación popular, abatieran la valla.
También se encargó a Rutelli la decoración del grupo central de la fuente. La realización del escultor resultó algo extraña: tres tritones, un delfín y un gran pulpo, entrelazados entre ellos aparentemente en una lucha. Cuando, en 1911, se colocó la primera figura en la cima de la fuente, suscitó reacciones sarcásticas, y el grupo fue rebautizado il fritto misto di Termini («la fritura mixta de Termini»). Se retiró rápidamente, y se pidió al artista que esculpiera otro más sobrio. En 1912, finalmente, la fuente asumió el aspecto definitivo que mantiene todavía, con la colocación en el centro del grupo del Glauco, una figura masculina desnuda que agarra un delfín de cuya boca sale el chorro central, que simboliza el dominio del hombre sobre la fuerza natural. La obra completa se inauguró de nuevo en 1914.
La última intervención de restauración y limpieza data de 1988.